# Le temps n'est rien
Le temps n’est rien (titre original : The Time Traveler’s Wife, litt. la femme du voyageur temporel) est le premier roman d’Audrey Niffenegger, publié en 2003. Une adaptation cinématographique intitulée Hors du temps a été réalisée en 2009.

## Résumé
Henry De Tamble est atteint d’une maladie génétique unique qui le fait voyager dans le temps malgré lui : il ne contrôle ni à quel moment il va quitter le présent, ni où et quand il va aller, ni combien de temps durera son voyage. Ce roman raconte son histoire d’amour avec Claire Abshire, fluctuant au gré de ses allées et venues dans le temps.

## Nominations et récompenses
| Prix                                   | Année | Résultat   |
| -------------------------------------- | ----- | ---------- |
| Prix Locus du meilleur premier roman   | 2004  | Nommé      |
| Prix Orange pour la fiction            | 2004  | Nommé      |
| Prix Arthur-C.-Clarke                  | 2005  | Nommé      |
| Prix John-Wood-Campbell Memorial       | 2005  | 3e place   |
| Exclusive Books Boeke Prize            | 2005  | Récompensé |
| Geffen Award                           | 2006  | Nommé      |
| British Book Award for Popular Fiction | 2006  | Récompensé |

## Adaptation cinématographique
Au milieu des années 2000, Gus Van Sant envisage d'adapter Le temps n'est rien. Le film aurait dû être produit par New Line mais ne se fait pas à la suite de problèmes de production. Il est finalement adapté en 2009 par Robert Schwentke sous le titre Hors du temps.
En 2018, on annonce qu'une adaptation sous format de série télévisée était en cours, produite par la chaîne HBO et écrite par le scénariste Steven Moffat (Sherlock, Doctor Who) ; la saison 1 sortira au printemps 2022 sur HBO.